# HV Smurfen United
Smurfen United (afgekort: HVSU) is een handbalclub uit het Zuid-Limburgse Geleen. 

## Geschiedenis
Smurfen United is ontstaan als een toernooiteam, dat ontstond omdat een aantal heren binnen Vlug en Lenig te horen hadden gekregen dat het bestuur het herenteam van de vereniging niet wilde inschrijven voor toernooien. De spelers van het herenteam wilden wel aan de toernooien meedoen en richtten zelf een vriendenclub op. In het begin was het team slechts vriendenteam, echter groeide het naar uit naar een kleine club met een vrouwenploeg. In 2013 schreef de club zich in bij de Nederlands Handbal Verbond. Sinds het seizoen 2017/2018 heeft Smurfen United een samenwerking met V&L. De twee clubs komen onder één naam uit in de handbalcompetitie. Anno 2020 staat geen enkel team meer ingeschreven in de nationale competitie onder een licentie van HV Smurfen United.